# Mieczysław Cena
Mieczysław Romuald Cena (ur. 3 kwietnia 1908 w Jarosławiu, zm. 9 lutego 1990 we Wrocławiu) – polski uczony i działacz społeczny, profesor nauk weterynaryjnych. Był twórcą polskiej szkoły naukowej zoohigieny i dobrostanu zwierząt.

## Życiorys
Pochodził z rodziny o długich tradycjach obywatelskich wywodzącej się z Morawska koło Jarosławia. Był jednym z czterech synów urzędnika jarosławskiego magistratu Tomasza (1880–1945) i Władysławy (1890–1977) z Bednarskich, którzy swoich synów (Eugeniusz – lekarz, Mieczysław, Bolesław – lekarz weterynarii i wiolonczelista, koncertmistrz Filharmonii Opolskiej oraz Bronisław – prawnik) wykształcili do poziomu stopnia doktora. Byli krewnymi Roberta Ceny z Morawska, posła (1897–1900) z grupy księdza Stanisława Stojałowskiego do austriackiej Rady Państwa w Wiedniu.
Po uzyskaniu (1926) matury klasycznej w Państwowym Gimnazjum I w Jarosławiu Mieczysław rozpoczął studia w Akademii Medycyny Weterynaryjnej we Lwowie. Był zawodnikiem Akademickiego Związku Sportowego Lwów (AZS) i zdobył mistrzostwo Polski w rzucie oszczepem oburącz (1929) oraz zajął trzecie miejsce w pięcioboju lekkoatletycznym (1928). W 1930 razem z braćmi był założycielem Sekcji Jarosławskiej AZS. W 1932 uzyskał dyplom lekarza weterynarii. Następnie odbył służbę wojskową w Wołyńskiej Szkole Podchorążych Rezerwy Artylerii we Włodzimierzu Wołyńskim, którą ukończył jako prymus rocznika 1932/33 w oddziale służby weterynaryjnej. W końcu 1934 uzyskał doktorat nauk weterynaryjnych lwowskiej Akademii za pracę wykonaną pod kierunkiem prof. Alfreda Trawińskiego.

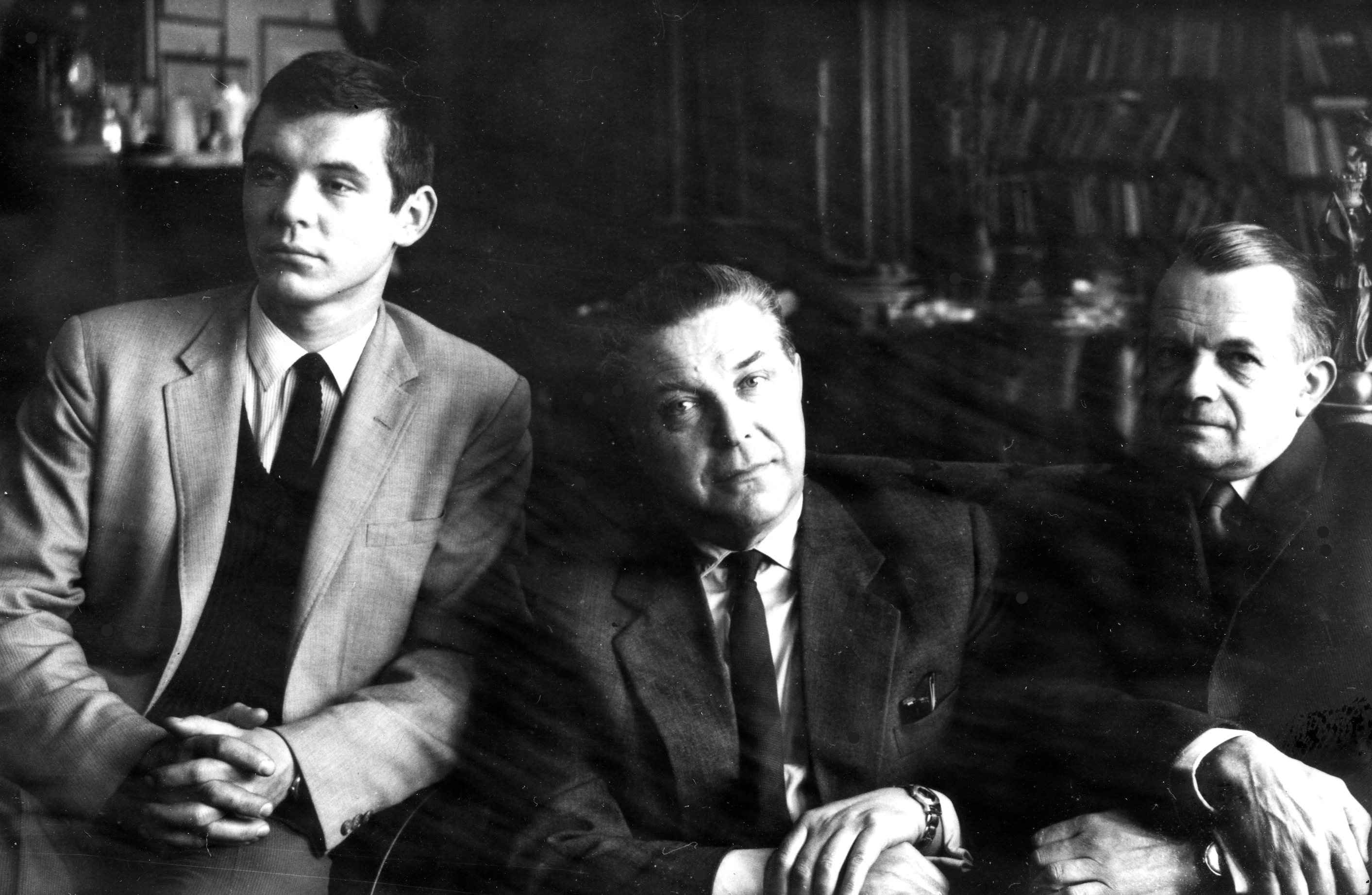
Mieczysław Cena (w środku), jego syn Krzysztof (z lewej) i Adam Harasowski po pogrzebie Tadeusza Szeligowskiego w Poznaniu, 15 stycznia 1963

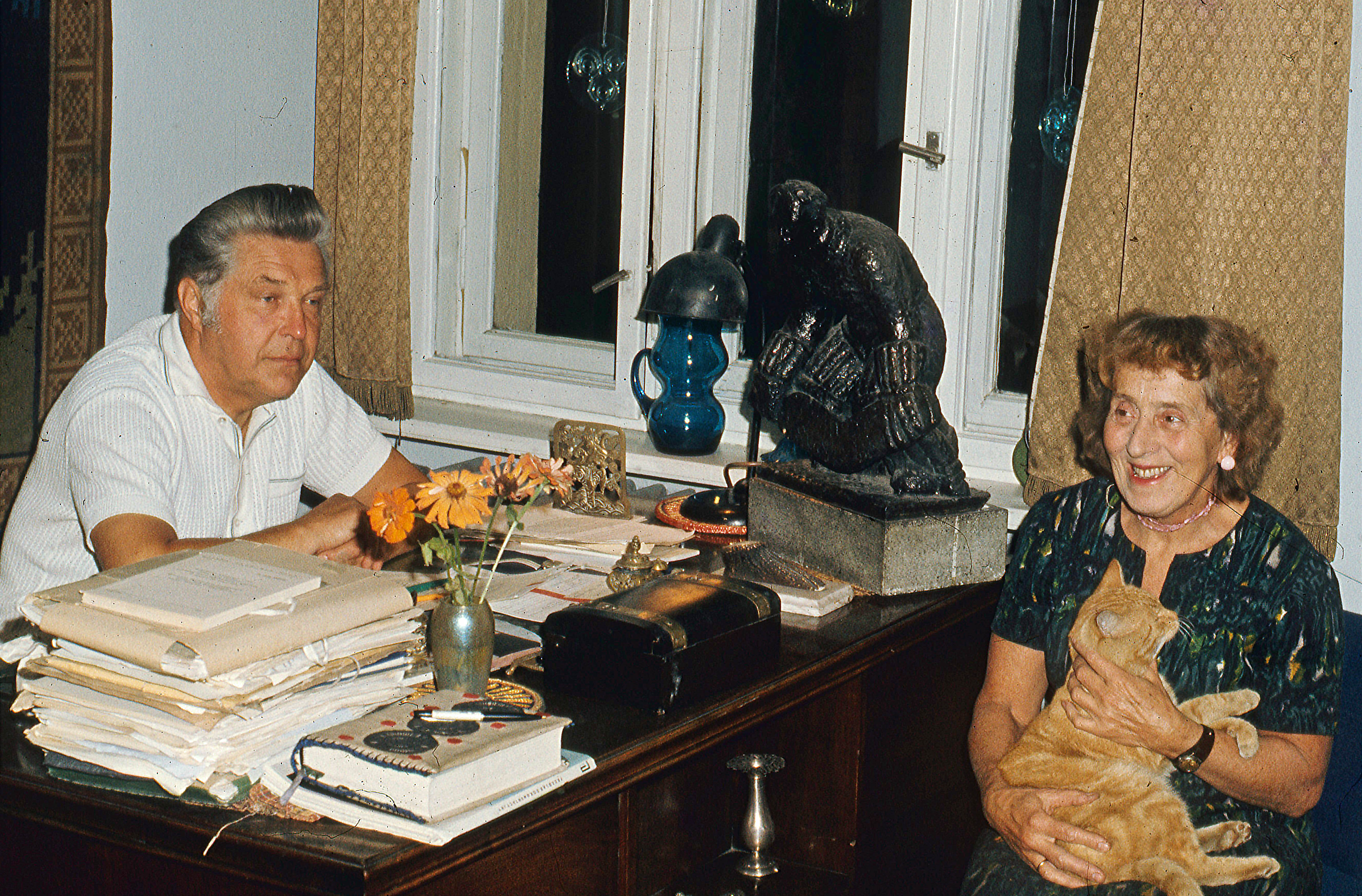
Mieczysław i Zofia Cena we wrocławskim mieszkaniu, 1972

W 1937 ożenił się z lwowską prawniczką, Zofią Marią Antoniną z Beynarowiczów (1908–1995). Pracę zawodową rozpoczął jako okręgowy lekarz weterynarii w Orzegowie (obecnie dzielnica Rudy Śląskiej) i równocześnie został redaktorem popularnej rubryki przyrodniczej wydawanego w Krakowie Ilustrowanego Kuryera Codziennego, gdzie publikował poczytne felietony na tematy związane z hodowlą zwierząt. Przyjaźń z sekretarz redakcji IKC, Jadwigą Harasowską, późniejszą działaczką polonijną w Wielkiej Brytanii, i jej mężem, Adamem Harasowskim, znawcą twórczości Chopina, kompozytorem i pianistą trwała całe ich życie.
Niedługo przed wybuchem II wojny światowej napisał dla IKC cykl artykułów krytycznych wobec hitlerowskich Niemiec, co spowodowało umieszczenie jego nazwiska na niemieckich i sowieckich listach proskrypcyjnych. Podczas wojny ukrywał się z rodziną w Czyżowie Szlacheckim w okolicach Sandomierza i pracował dorywczo jako lekarz weterynarii.
Po zakończeniu działań wojennych zamieszkał w Krakowie i przez rok pracował w Katedrze Fizjologii i Żywienia Zwierząt Wydziału Rolniczego Uniwersytetu Jagiellońskiego. Równocześnie uzyskał absolutorium z zakresu rolnictwa. W listopadzie 1946 przeniósł się do Wrocławia, gdzie został adiunktem w Katedrze Hodowli Ogólnej, kierowanej przez profesora Tadeusza Olbrychta, na Wydziale Medycyny Weterynaryjnej ówczesnego Uniwersytetu i Politechniki.

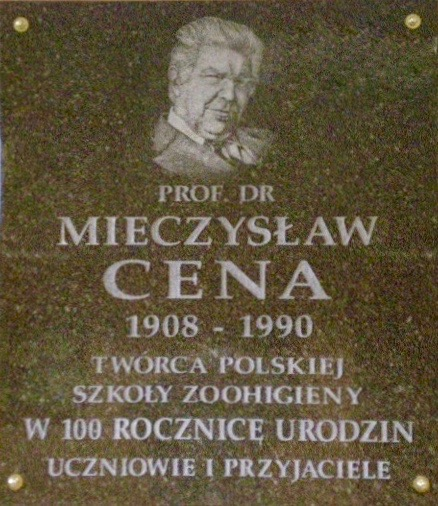
Tablica pamiątkowa na Uniwersytecie Przyrodniczym we Wrocławiu

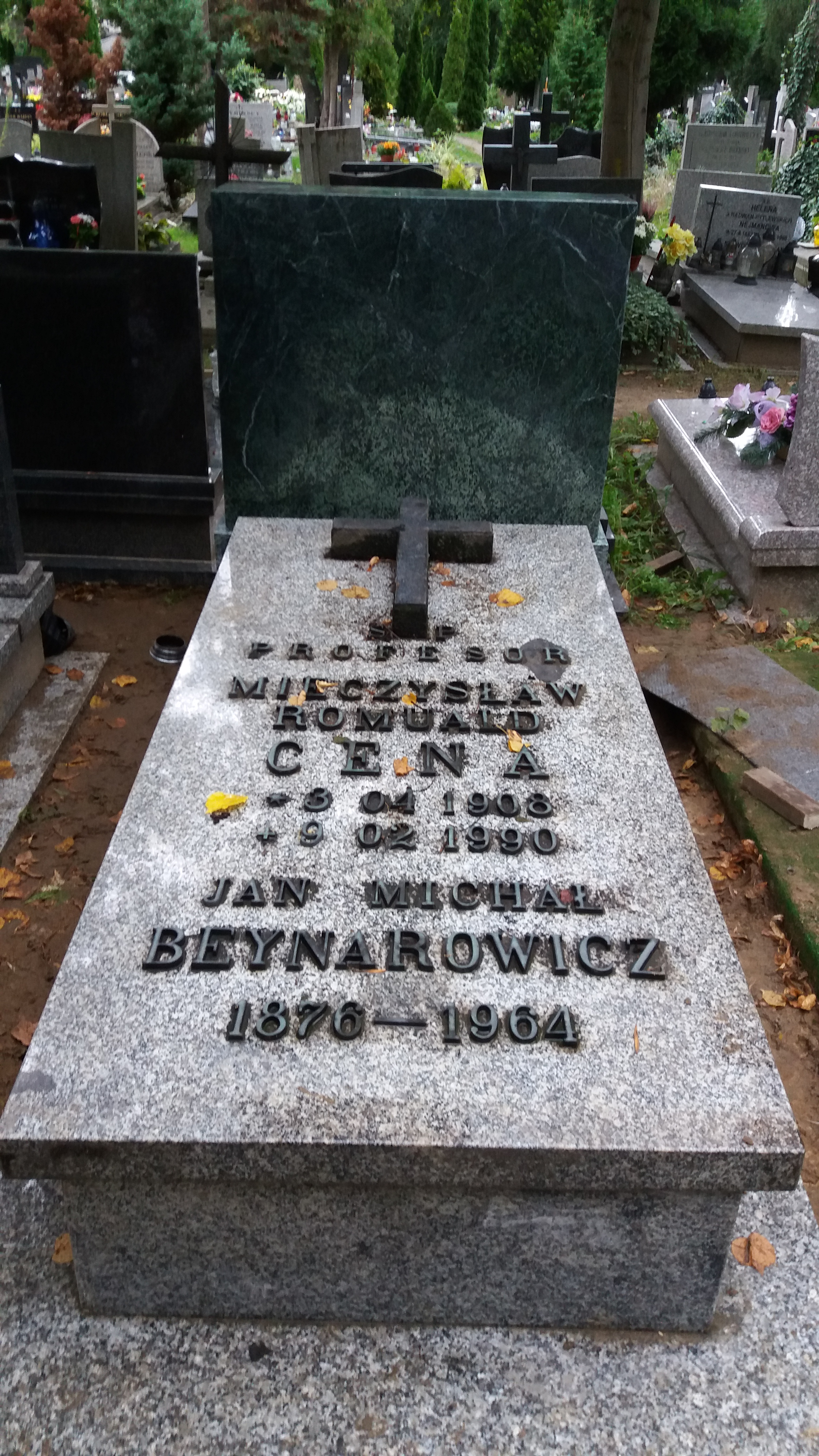
Grobowiec na cmentarzu św. Wawrzyńca we Wrocławiu, pole 1 boczne, 490

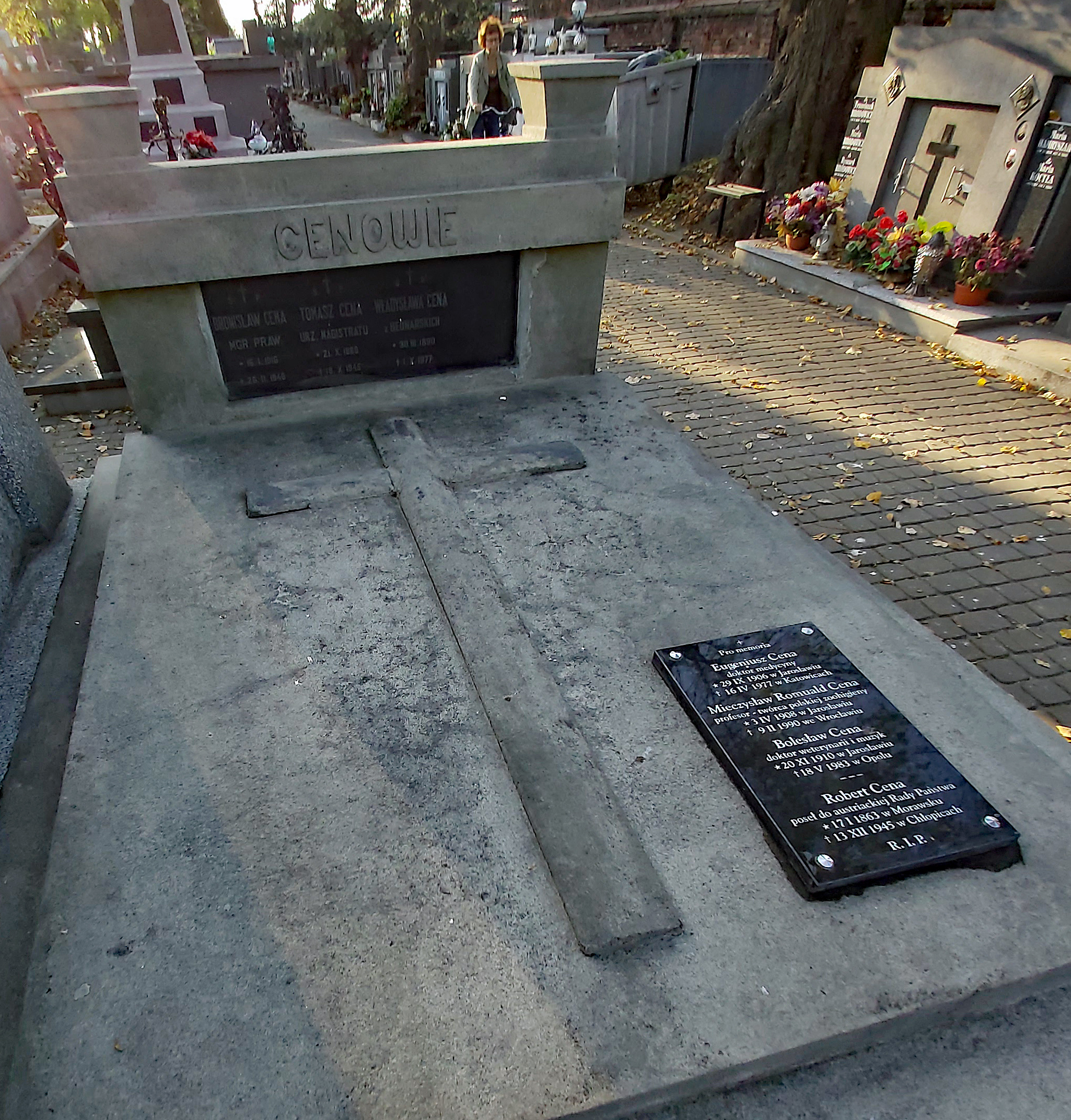
Tablica upamiętniająca Mieczysława Cenę, jego braci Eugeniusza i Bolesława oraz Roberta Cenę na grobowcu rodziny na Starym Cmentarzu w Jarosławiu

W 1948 uzyskał stypendium rządu szwajcarskiego na pracę naukową w Obserwatorium Fizyczno-Meteorologicznym w Davos, gdzie wykonał część doświadczalną pracy habilitacyjnej o wpływie promieniowania słonecznego na zwierzęta gospodarskie. Habilitację wraz ze stopniem docenta uzyskał w 1949. W 1951 objął Katedrę Zoohigieny w nowo utworzonej Wyższej Szkole Rolniczej we Wrocławiu. W 1954 zorganizował działalność wydawniczą tej uczelni. W 1956 na Zjeździe Polskiego Towarzystwa Zootechnicznego w Lublinie wygłosił ostrą krytykę pseudoteorii (łysenkizm) sowieckiego genetyka Trofima Łysenki. Tytuł profesora nadzwyczajnego otrzymał w 1957, a profesora zwyczajnego w 1966. W latach 1964–1965 był prorektorem Wyższej Szkoły Rolniczej. 
Był kuratorem Akademickiego Związku Sportowego we Wrocławiu. Brał udział w studenckich obozach naukowych i sportowych. W latach powojennych wspierał działalność Związku Kynologicznego.
Był popularnym wykładowcą (szczególnie w latach 80. XX wieku) i wychowawcą młodzieży w duchu patriotycznym i religijnymw niezależnych ośrodkach duszpasterstwa akademickiego. Uważano go za autorytet dla innych twórców. Był współpracownikiem ks. Aleksandra Zienkiewicza, a także ks. Franciszka Blachnickiego, założyciela Ruchu „Światło-Życie”. W 1956 był jednym z założycieli wrocławskiego Klubu Inteligencji Katolickiej. 
Jest pochowany na cmentarzu św. Wawrzyńca we Wrocławiu (pole 1, aleja boczna, grób 490) nazywanym wrocławską „nekropolią profesorską”.

## Dorobek naukowy i pisarski
Mieczysław Cena jest uznawany za twórcę polskiej zoohigieny, specjalizował się również w bioklimatologii i etologii stosowanej. Piętnastu jego uczniów uzyskało habilitację i profesurę. Wypromował dwudziestu dwóch doktorantów i był opiekunem ponad stu prac magisterskich. Stworzył polską szkołę naukową zoohigieny i dobrostanu zwierząt, która obejmowała interdyscyplinarne powiązania z bioklimatologią, budownictwem inwentarskim, mechanizacją zootechniczną, ekologią zwierząt gospodarskich oraz pogranicza zootechniki i medycyny weterynaryjnej. Zajmował się gerontologią zwierząt. Interesował się filozoficznymi aspektami nauki.
Książka Ku doskonałości wydana w 2013 zawiera jego wykład o doskonaleniu się w duchu religijnym i jej treść jest źródłem refleksji.

### Publikacje
- Materiały do bioklimatologii Polski. Mieczysław Cena (red.). Warszawa: Państwowe Wydawnictwo Rolnicze i Leśne, 1966. Brak numerów stron w książce
- Mieczysław Cena: Zarys bioklimatów kuli ziemskiej. Wrocław: Państwowe Wydawnictwo Naukowe, 1971. Brak numerów stron w książce
- Mieczysław Cena: Woda w produkcji zwierzęcej. Wrocław: Zakład Narodowy im. Ossolińskich, 1977. Brak numerów stron w książce
- Mieczysław Cena: Ku doskonałości. Kraków: Alleluja, 2013, s. 172. ISBN 978-83-60967-31-7.

## Członkostwo
- przedstawiciel Wyższej Szkoły Rolniczej we Wrocławiu w Komitecie Weterynaryjnym oraz Zootechnicznym Polskiej Akademii Nauk;
- członek Rady Naukowo-Technicznej przy Ministrze Rolnictwa;
- członek Rady Naukowej Instytutu Weterynarii w Puławach;
- członek Rady Naukowej Przemysłowego Instytutu Maszyn Rolniczych w Poznaniu;
- przewodniczący Wydziału Rolniczego Wrocławskiego Towarzystwa Naukowego, od 1980 członek honorowy[39][40];
- wiceprezydent Międzynarodowego Towarzystwa Higieny Zwierząt (ISAH)[9][32].

Był członkiem Rady Programowej czasopisma „Medycyna Weterynaryjna”.

## Odznaczenia
- Krzyż Kawalerski Orderu Odrodzenia Polski,
- Złoty Krzyż Zasługi,
- Odznaka 1000-lecia Państwa Polskiego,
- Złota Odznaka AZS,
- Złota Odznaka ZSP,
- Medal za Zasługi w Rozwoju Akademii Rolniczej (1975)[42],
- Medal Zasłużonym dla Nowosądecczyzny,
- Odznaka Honorowa Polskiego Towarzystwa Zootechnicznego[32][43]